# Debbie Googe
Deborah Ann Googe (24 de outubro de 1962, Yeovil) é uma musicista, e a baixista das bandas My Bloody Valentine e Primal Scream.